# Baltijsk
Baltijsk (rus. Балтийск, polj. Piława, lit. Piliava) – grad prije također znan do 1945. po svome njemačkom imenu Pillau.
To je ruska morska luka u tjesnacu između Vislanskog i Gdanjskog zaljeva, zvan Baltijski tjesnac. Nalazi se na ozemlju Kalinjingradske oblasti na 54°39′N 19°55′E / 54.650°N 19.917°E. 
Baltijsk je skupa s Kalinjingradom jedna od dvije cjelogodišnje nezaleđenih luka duža ruske baltičkomorske obale.
Grad je glavna mornarička baza ruske mornarice i trajektna luka na ruti prema Petrogradu.
Broj stanovnika: 20.000

## Povijest
Grad je utemeljen kao selu u Istočnoj Pruskoj prije 17. stoljeća.
Tijekom Tridesetogodišnjeg rata ovdje se odvila bitka između Švedske i Poljsko-Litvanske unije, kada je luku zauzela Švedska. Gustav Adolf se iskrcao u grad s pojačanjima za Švede svibnja 1626. Poslije primirja u Altmarku (1629.) Švedskoj je dan nadzor nad tim gradom, a kojeg je ona zadržala više godina.
Gradu su dodijeljena gradska prava 1725.
Tijekom drugog svjetskog rata, Pillau je bio dio Istočne Pruske i u njemu je bilo nastavno središte za obuku podmorničara. 1945., kad je Crvena Armija prodrla u ovo područje, oko 450.000 njemačkih izbjeglice je prebačeno brodom iz Pillau-a u središnju i zapadnu Njemačku. Poslije rata, veći dio Istočne Pruske SSSR je pripojio sebi, a jedan dio je pripojen Poljskoj. Njemački stanovnici su bili izgnani. Kao rezultat programa rusificiranja, ime gradu je promijenjeno u Baltijsk.